# 福知山市立育英小学校
福知山市立育英小学校（ふくちやましりつ いくえいしょうがっこう）は、京都府福知山市夜久野町高内にあった公立小学校。2012年度の全校児童は26人と過疎化が進行しており、2013年3月に閉校。

## 沿革
- 1873年5月 - 創立
- 1875年8月 - 高内校と命名。
- 1904年4月 - 高等科を設置し、中夜久野尋常高等小学校へ改称。
- 1941年4月 - 国民学校令により、中夜久野国民学校へ改称。
- 1947年4月 - 学制改革により、中夜久野村立中夜久野小学校へ改称。
- 1956年10月 - 天田郡中夜久野村が同郡下夜久野村と合併して夜久野町が発足したのに伴い、夜久野町立育英小学校へ改称。
- 1962年8月 - 新校舎が竣工。
- 1965年1月 - 夜久野町立育英小学校へ改称。
- 2006年1月 - 天田郡夜久野町が福知山市へ編入されたのに伴い、福知山市立育英小学校へ改称。
- 2013年3月31日 - 児童数減少により、同町内の明正小学校・精華小学校並びに夜久野中学校と統合、夜久野学園夜久野小学校となる。

## 通学区域
- 福知山市夜久野町の中部

卒業生は基本的に福知山市立夜久野中学校へ進学する。

## 周辺
- 国道9号
- 京都府道56号但東夜久野線
- 牧川

## アクセス
- JR山陰本線 上夜久野駅下車